# 王康妃
王康妃（16世纪？—1566年），名失考。明朝明世宗朱厚熜之妃。

## 生平
王氏的入宮時間與年齡均無考。嘉靖四十五年六月二十三日，「未封妃王氏」薨逝，賜號康妃，治喪葬如例。王康妃與宋麗嬪、杜莊妃、任和嬪、高常嬪、王常嬪、温靖懿妃趙氏共一墓葬金山 （西山紅石口）。根據《鑑江初集》所錄入的《康妃王氏壙誌》，王康妃的籍貫、父母、出生及入宮時間均不詳，嘉靖四十五年六月二十三日卯時，未受妃號而薨，後賜號追封為康妃。